# Familienähnlichkeit
Als Familienähnlichkeit (englisch family resemblance oder family likeness, auch cluster definition) bezeichnet Ludwig Wittgenstein (1889–1951) in seinen Philosophischen Untersuchungen (1953) Eigenschaften von Begriffen, die mit einer taxonomischen Klassifikation (Hierarchische Systematik) nicht hinreichend erfasst werden können, ohne dass sich „der Verstand Beulen holt“ (I 119); denn Begriffe können verschwommene, unscharfe Grenzen haben.

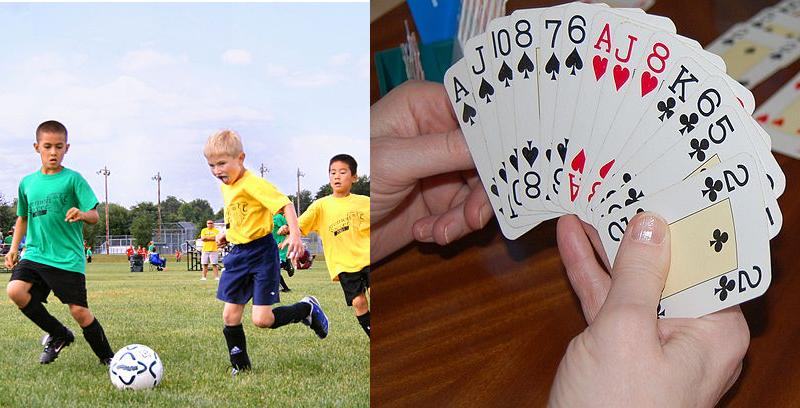
Familienähnlichkeit – Keine Gemeinsamkeit haben z. B. Brettspiele, Kartenspiele, Ballspiele, Kampfspiele

## Begriff bei Wittgenstein
Als Beispiele nennt Wittgenstein den Begriff der Sprache, den des Spieles und den des Sprachspiels; es gebe keine allgemeinen Merkmale, die für alle Sprachen, Spiele und Sprachspiele gelten würden. Es gibt zwar einige Spiele mit gemeinsamen Merkmalen, die aber wieder mit anderen überhaupt keine Gemeinsamkeiten aufweisen: „Brettspiele, Kartenspiele, Ballspiele, Kampfspiele“ usw. lassen sich nicht taxonomisch klassifizieren, weil sie über so genannte Familienähnlichkeiten miteinander verwandt sind (I 66 f.). Spiele bilden daher eine Familie. In den Philosophischen Untersuchungen sprach Wittgenstein bildhaft davon, dass bei bestimmten Begriffen einzelne Fälle wie Fasern eines Fadens ineinandergreifen.
Wittgenstein illustriert mit seinen Beispielen die Grenzen der hierarchischen Systematik (vgl. auch Universalienproblem) und zeigt mit seinem Ansatz der Familienähnlichkeiten zugleich eine Alternative auf. Die Überlegungen Wittgensteins haben grundsätzliche Bedeutung für die Zurückweisung eines Exaktheitsideals, die notwendige und hinreichende Bedingungen für eine Definition erfordert. Begriffe können auch unscharf sein und auf paradigmatischen Anwendungsfällen beruhen, eine Analyse ist nicht notwendig, um sie beherrschen oder erklären zu können. Zur Familienähnlichkeit vergleichbare Konzepte wurden schon früher verwendet, so etwa von John Stuart Mill, Nietzsche u. a.

## Weitere Anwendungen
Anwendung erlangt hat Wittgensteins Begriff der Familienähnlichkeit z. B. in der Prototypentheorie (siehe auch Prototypensemantik) von Eleanor Rosch. Die Prototypentheorie erlaubt es auch in Fällen, in denen keine notwendigen und hinreichenden Kriterien angegeben werden können, um ein Objekt in eine Kategorie einzuordnen, eine solche Kategorisierung sinnvoll durchzuführen. Die Mitgliedschaft in einer Kategorie ist hier definiert als die Distanz zu einem Prototyp, welcher als zentrales Mitglied der Kategorie angesehen wird.
Untersucht wurde das Konzept der Familienähnlichkeit auch von Wolfgang Stegmüller. Stegmüller verwendet das Konzept innerhalb seines strukturalistischen Theorienkonzepts, indem er die Menge der intendierten Anwendungen einer Theorie als eine paradigmatisch festgelegte Menge, entsprechend dem Konzept der Familienähnlichkeit, auffasst. Er verweist darauf, dass das Konzept der Familienähnlichkeit zwar Kategorien betrifft, für die keine notwendigen und hinreichenden Kriterien angegeben werden können, um die Mitgliedschaft bzw. Nicht-Mitgliedschaft für jedes Objekt eindeutig angeben zu können. Es können aber durchaus notwendige Bedingungen angegeben werden, welche ein Objekt erfüllen muss, um Mitglied einer Kategorie zu sein. Erfüllt ein Objekt also eine notwendige Bedingung nicht, so kann es definitiv aus der Kategorie ausgeschlossen werden. Man kann allerdings selbst für jene Objekte, welche die notwendigen Bedingungen erfüllen, keine hinreichende Bedingung angeben, um die Mitgliedschaft in einer Kategorie sicherzustellen. Es verbindet sich bei dem Konzept der Familienähnlichkeit eine Exaktheit in Bezug auf die notwendigen Bedingungen für die Zugehörigkeit zu einer Kategorie mit einer Unexaktheit auf die hinreichenden Bedingungen für die Zugehörigkeit.